# Caparroso
Caparroso est une ville et une municipalité de la communauté forale de Navarre (Espagne). 
Elle est située dans la zone non bascophone de la province et à 56 km de sa capitale, Pampelune. Le castillan est la seule langue officielle alors que le basque n’a pas de statut officiel.

## Géographie
La ville de Caparroso est située au début de la vallée de l'Èbre et arrosée par le Rio Aragon dans la comarque de Ribera de Navarre, très riche et productive.

## Hameaux
- Parte vieja
- Chantrea
- Zona nueva
- Barrio (quartier) de la Estación

## Localités limitrophes
Carcastillo, Mélida, Marcilla, Murillo el Cuende ou Murillete, Santacara, Rada, Traibuenas (es).

## Histoire
C'est vers 842-843, que la première mention de Caparroso apparait sous le nom de « Qabarrus » dans un document dans lequel il est écrit qu'« Abd-al-Rahman s'installe dans un camp près du château de cette ville ».
En 860 le château de « Kabbarusho » est pris par Lubb ibn Muhammad qui en fait par la suite une fortification majeure.
En 925, durant la Reconquista, Sanche de Navarre reprend Caparroso.
En 1809, durant la guerre d'indépendance espagnole, les troupes françaises fortifièrent Caparroso pour se défendre des guérilleros qui envahissaient le pays. Un parti de guérilleros attaqua, aux environs de Caparroso, une colonne française de 400 hommes qui menait un convoi d'uniformes. A la vue des guérilleros, les Français, s'enfuirent, se réfugiant dans la place fortifiée de Caparroso, laissant plusieurs morts sur le terrain et le convoi aux mains des guérilleros.

## Jumelage
Toluca (Mexique), Cuernavaca (Mexique).

## Démographie
| Évolution démographique                                   | Évolution démographique | Évolution démographique | Évolution démographique | Évolution démographique | Évolution démographique | Évolution démographique | Évolution démographique | Évolution démographique | Évolution démographique | Évolution démographique |
| 1996                                                      | 1998                    | 1999                    | 2000                    | 2001                    | 2002                    | 2003                    | 2004                    | 2005                    | 2006                    | 2007                    |
| --------------------------------------------------------- | ----------------------- | ----------------------- | ----------------------- | ----------------------- | ----------------------- | ----------------------- | ----------------------- | ----------------------- | ----------------------- | ----------------------- |
| 2 331                                                     | 2 286                   | 2 313                   | 2 324                   | 2 433                   | 2 475                   | 2 440                   | 2 489                   | 2 531                   | 2 602                   | 2 602                   |
| Sources: Caparroso et instituto de estadística de navarra |                         |                         |                         |                         |                         |                         |                         |                         |                         |                         |

## Patrimoine

### Patrimoine religieux
- Église paroissiale de Santa Fe (entre les XVIIe et XVIIIe siècles)
- Ermitage de Nuestra Señora del Soto

## Personnalités
- Pablo Rada, mécanicien du Plus Ultra[2] un hydravion de l'armée espagnole.
- Joaquín Luqui (es)[3] des "Los 40 Principales"[4].
- Les ancêtres de celui qui fut le président du Mexique, Lopez del Portillo.
- Les ancêtres de François Cabarrus.
- Pedro Lapuerta, né vers 1763. Magistrat, régisseur de Valladolid et député aux Cortes de Cadix.

### Sources
- (es) Cet article est partiellement ou en totalité issu de l’article de Wikipédia en espagnol intitulé « Caparroso » (voir la liste des auteurs).